# Robert Kolendowicz
Robert Kolendowicz (ur. 26 września 1980 w Poznaniu) – polski piłkarz, który występował na pozycji pomocnika, trener. Od 15 sierpnia 2024 szkoleniowiec Pogoni Szczecin.

## Kariera piłkarska
Jako junior występował w MKS Chocicza, SKS 13 Poznań, Olimpii Poznań, Sokole Pniewy, Opale Pniewy i MSP Szamotułach. W 1997 trafił do Amiki Wronki, natomiast rok później przeszedł do Lecha Poznań. W jego barwach 17 października 1998 zadebiutował w I lidze, grając od 65. minuty w wygranym 4:0 meczu z Zagłębiem Lubin. Jesienią sezonu 1998/1999 wystąpił jeszcze w dwóch innych meczach, zaś wiosną reprezentował barwy Warty Poznań. W 1999 roku wyjechał z Polski, aby grać w belgijskim RRC Heirnis Gent.
W 2000 trafił do GKS-u Bełchatów, w którym pierwszego gola strzelił 25 kwietnia 2001 w wygranym 4:0 spotkaniu z Dolcanem Ząbki – pojawił się na boisku w samej końcówce, a bramkę przypieczętowującą zwycięstwo zdobył w 90. minucie. Jesienią sezonu 2001/2002 przez krótki czas był zawodnikiem pierwszoligowej Dyskobolii Grodzisk Wlkp., później jednak ponownie grał w GKS-ie, w którym wystąpił łącznie w 116 meczach i zdobył osiem bramek.
W styczniu 2005 przeszedł do Korony Kielce, z którą podpisał dwuipółletni kontrakt. W sezonie 2004/2005 wywalczył z nią awans do I ligi, lecz w najwyższej klasie rozgrywkowej nie był podstawowym zawodnikiem, a wiosną grał jedynie w trzecioligowych rezerwach. Latem 2006 związał się trzyletnią umową z ŁKS-em Łódź. W nowym zespole szybko wywalczył miejsce w pierwszej jedenastce, jesienią zdobył gola w spotkaniu przeciwko Odrze Wodzisław Śl., przyczyniając się do zwycięstwa 2:1.

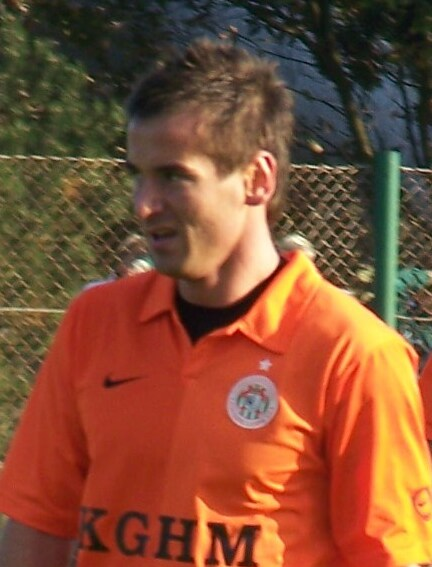
Robert Kolendowicz w barwach Zagłębia Lubin (2008)

Na początku 2007 za 250 tys. zł przeszedł do Zagłębia Lubin, z którym w sezonie 2006/2007 został mistrzem Polski. W lubińskim zespole występował do końca 2009, kiedy wygasł jego kontrakt. Wiosną 2010 reprezentował barwy Odry Wodzisław Śl., która spadła z Ekstraklasy. Następnie przez trzy lata był graczem Pogoni Szczecin, z którą w sezonie 2011/2012 wywalczył awans do Ekstraklasy. Od połowy 2013 reprezentował Flotę Świnoujście, gdzie zakończył swoją piłkarską karierę.

## Kariera reprezentacyjna
W listopadzie 2006 został powołany przez Leo Beenhakkera do reprezentacji Polski na zgrupowanie w Zjednoczonych Emiratach Arabskich i mecz z kadrą tego państwa. W spotkaniu, które odbyło się 6 grudnia w Abu Zabi wystąpił w drugiej połowie, gdy zmienił Łukasza Gargułę. Przeprowadził kilka składnych akcji skrzydłami, a mecz zakończył się zwycięstwem 5:2. 9 grudnia zagrał od 46. minuty (zmienił Jakuba Wawrzyniaka) w charytatywnym pojedynku z reprezentacją Śląska, zakończonym remisem 1:1.
W styczniu 2007 został desygnowany na mecz z Andorą. Ze względu na kontuzję ręki, której doznał podczas poprzedzającego spotkanie zgrupowania w Hiszpanii, zmuszony był wcześniej powrócić do Polski; jego miejsce w kadrze zajął Rafał Grzelak. W maju 2007 znalazł się na rezerwowej liście zawodników powołanych na pojedynki eliminacji EURO 2008 z Azerbejdżanem i Armenią.
Na początku marca 2008 został awaryjnie powołany na mecz reprezentacji Polski z Zagranicznymi Gwiazdami Orange Ekstraklasy. W spotkaniu które odbyło się w Szczecinie wystąpił w pierwszej połowie, a w przerwie został zmieniony przez Michała Golińskiego.
| 6 grudnia 2006 | Abu Zabi | Zjednoczone Emiraty Arabskie | 2:5 | towarzyski |

## Kariera trenerska
Po zakończeniu kariery rozpoczął pracę w Pogoni Szczecin, jako asystent trenera drużyn młodzieżowych. Następnie był trenerem-koordynatorem w klubowej akademii oraz asystentem w sztabie pierwszego zespołu u Kosty Runjaicia i Jensa Gustafssona. 15 sierpnia 2024 zastąpił Jensa Gustafssona na stanowisku pierwszego trenera Pogoni.